# Torneo de Bucarest 2012
El Torneo de Bucarest 2012 o BRD Nastase Tiriac Trophy es un evento de tenis perteneciente a la ATP en la categoría ATP World Tour 250. Se disputa desde el 23 hasta el 29 de abril, sobre tierra batida.

## Campeones

### Individuales masculino
- Gilles Simon vence a  Fabio Fognini por 6-4, 6-3.

Es el 1° título de la presente temporada y el 10° de su carrera. Además es el 3° título que conquista en Bucarest después de los obtenidos en 2007 y 2008.

### Dobles masculino
- Robert Lindstedt /  Horia Tecau vencen a  Jeremy Chardy /  Lukasz Kubot por 7-6(2), 6-3.